# Richard O’Neill (Bratschist)
Richard O’Neill ist ein US-amerikanischer Bratschist.

## Leben und Wirken
O’Neill schloss sein Studium an der Musikschule der University of Southern California als Bachelor of Music magna cum laude ab und erlangte an der Juilliard School den Mastergrad und als erster Bratschist das Künstlerdiplom. Seine Lehrer waren Donald McInnes, Karen Tuttle und Paul Neubauer.
Als Solist trat er international mit namhaften Orchestern wie dem London Philharmonic Orchestra, Los Angeles Philharmonic Orchestra, der Korean Symphony, dem Württembergischen Kammerorchester und der Kremerata Baltica unter der Leitung von Dirigenten wie Andrew Davis, Miguel Harth-Bedoya, Wladimir Jurowski, Eiji Ōue, François-Xavier Roth, Vassily Sinaisky, Leonard Slatkin, Yannick Nezet-Seguin auf. Er konzertierte unter anderem in der Carnegie Hall, im Kennedy Center, und der Wigmore Hall, im Louvre, der Auditorio Nacional de Música und im Teatro Colon.
Kammermusikalisch arbeitete O’Neill unter anderem mit Emanuel Ax, Leon Fleisher, Gidon Kremer, Garrick Ohlsson, Menahem Pressler, Daniil Trifonov, James Ehnes, Boris Giltburg, Mischa Maisky, Steven Isserlis, Edgar Meyer, dem Juilliard String Quartet und dem Emerson String Quartet zusammen.
Außerdem ist er Mitglied der Chamber Music Society am Lincoln Center, Erster Bratschist der Camerata Pacifica und seit 2020 als Nachfolger von Geraldine Walther Mitglied des Takacs Quartet. Sein besonderes Interesse gilt der neuen Musik, und neben Werken von Lera Auerbach, Unsuk Chin, Mario Davidovsky, Jo Kondo, Matthias Pintscher, Christopher Theofanidis, George Tsontakis, Melinda Wagner und John Zorns spielte er Uraufführungen von Auftragswerken Elliott Carters, John Harbisons, Huang Ruos und Paul Chiharas.
O’Neills Diskographie umfasst zahlreiche Soloalben, von denen mehrere die Auszeichnung als Platin-Schallplatte erreichten. Seine Einspielung von Werken Arnold Schoenbergs wurde zweimal (2006 und 2010) für einen Grammy nominiert. Für seine Verdienste um die Musik zeichnete ihn der New York City Council 2007 mit einer Proklamation aus. Daneben engagiert sich O’Neill als Goodwill-Botschafter für das Koreanische Rote Kreuz, die Special Olympics und das Kinderhilfswerk der Vereinten Nationen und nahm an Marathonläufen für wohltätige Zwecke teil.